# Muskazon
Muskazon – organiczny związek chemiczny należący do grupy alkaloidów. Występuje w śladowych ilościach w muchomorze czerwonym. Wykazuje działanie psychoaktywne i toksyczne.